# Agostinho Neto
António Agostinho Neto, född 17 september 1922 i Ícolo e Bengo, Angola, död 10 september 1979 i Moskva, angolansk politiker och författare. Han var Angolas första president 1975–1979.

## Biografi
Netos far var protestantisk präst och hans mor var lärare. 1947 fick Neto ett stipendium från en amerikansk metodistkyrka att studera medicin vid universitetet i Coimbra i Portugal. Han fortsatte studierna vid universitetet i Lissabon och tog sin examen 1958. Under 50-talet fängslades han två gånger för att ha deltagit i demonstrationer. 1960 arresterades han igen men var då redan berömd som poet. Såväl Amnesty International som flera kulturpersonligheter protesterade och han släpptes 1962. Han gick då med i MPLA.
All Netos lyrik skrevs mellan 1945 och 1960. Många av hans dikter skildrar kampen mot den portugisiska kolonialismen. Hans rytmiska dikter har tonsatts, oftast av den angolanske tonsättaren Rui Mingas. 

## Verk översatta till svenska
Politiska skrifter
- Moçambique, Angola, Guinea-Bissau, 1969 (avsnittet om Angola)
- Vi måste kämpa för ett totalt oberoende, 1970
- Folkrepubliken Angola ett år : 11 nov. 1975 - 11 nov. 1976 : utdrag ur president Agostinho Netos tal, 1976

Skönlitteratur
- Också natten är svart: dikter, 1983 (Övers. av Lasse Söderberg från portugisiska av valda dikter)